# Воллес (Луїзіана)
Воллес (англ. Wallace) — переписна місцевість (CDP) в США, в окрузі Сент-Джон-Баптист штату Луїзіана. Населення — 755 осіб (2020).

## Географія
Воллес розташований за координатами 30°1′28″ пн. ш. 90°39′34″ зх. д. / 30.02444° пн. ш. 90.65944° зх. д. (30.024399, -90.659323).  За даними Бюро перепису населення США в 2010 році переписна місцевість мала площу 19,61 км², з яких 16,73 км² — суходіл та 2,88 км² — водойми.

## Демографія
Згідно з переписом 2010 року, у переписній місцевості мешкала 671 особа в 234 домогосподарствах у складі 183 родин. Густота населення становила 34 особи/км².  Було 265 помешкань (14/км²).
Расовий склад населення:
| - 90,8 % — чорних або афроамериканців - 7,2 % — білих - 0,6 % — корінних американців |

До двох чи більше рас належало 0,9 %. Частка іспаномовних становила 1,5 % від усіх жителів.
За віковим діапазоном населення розподілялося таким чином: 27,7 % — особи молодші 18 років, 58,9 % — особи у віці 18—64 років, 13,4 % — особи у віці 65 років та старші. Медіана віку мешканця становила 35,0 року. На 100 осіб жіночої статі у переписній місцевості припадало 97,9 чоловіків;  на 100 жінок у віці від 18 років та старших — 85,1 чоловіків також старших 18 років.
Медіана доходів становила 49 569 доларів для чоловіків та 42 583 долари для жінок. За межею бідності перебувало 12,7 % осіб, у тому числі 15,8 % дітей у віці до 18 років та 0,0 % осіб у віці 65 років та старших.
Цивільне працевлаштоване населення становило 299 осіб. Основні галузі зайнятості: виробництво — 39,1 %, освіта, охорона здоров'я та соціальна допомога — 23,1 %, мистецтво, розваги та відпочинок — 17,7 %.